# Flutkanal (Opole)

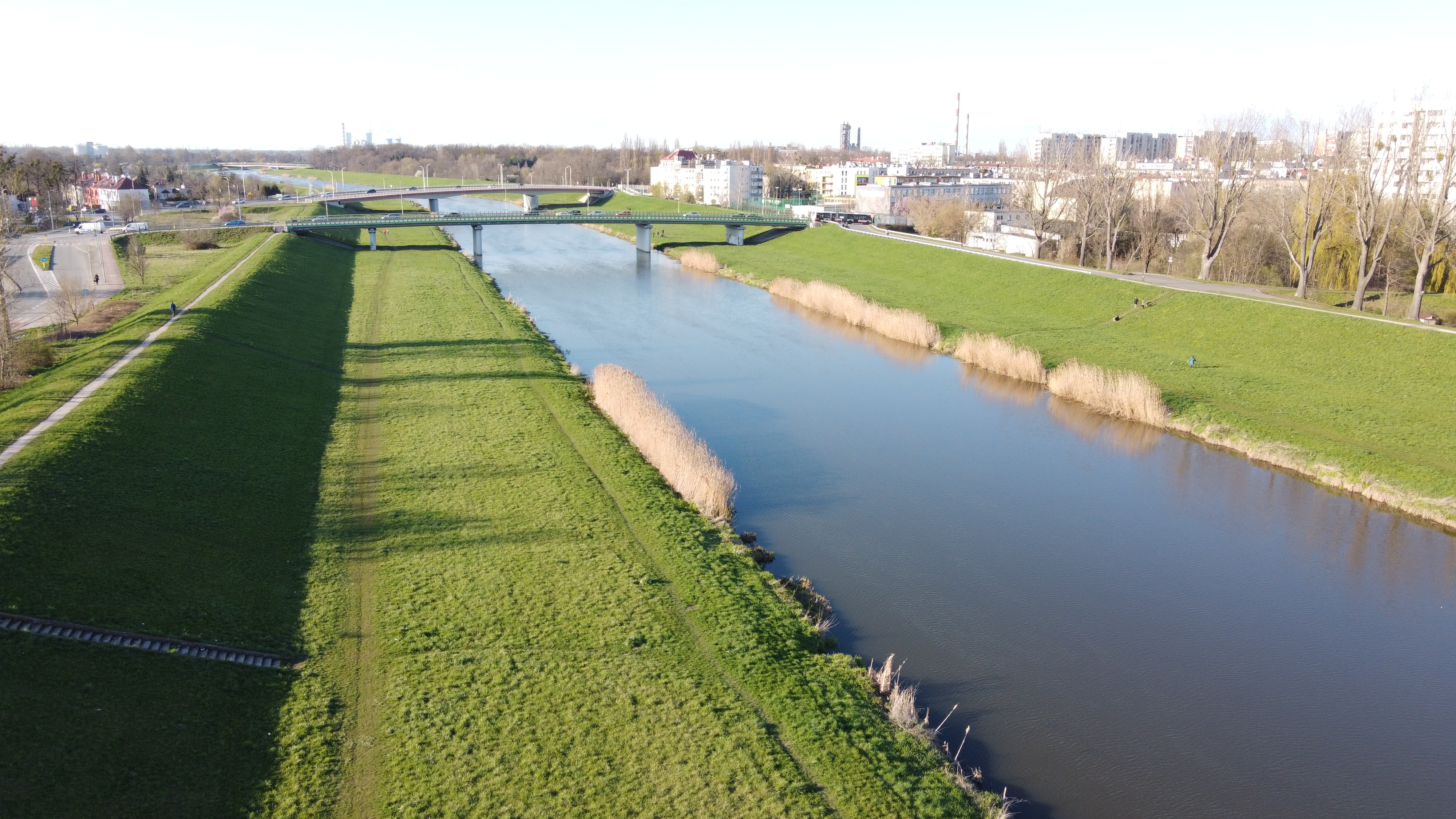
Flutkanal bei Zaodrze

Der Flutkanal in Oppeln ist ein künstlicher Seitenarm der Oder.
Der Flutkanal zweigt südlich der Bolko-Insel von der Oder ab und läuft mit dieser nördlich der Odervorstadt (Zaodrze) wieder zusammen. Der Kanal hat eine Länge von ca. fünf Kilometern und eine ungefähre Breite von 25 Metern.
Der Bau des Flutkanals wurde 1935 von Norden aus begonnen. Nach dem Oderhochwasser von 1997 wurde der Kanal ab 2000 ausgebaut und die Hochwasserdämme erhöht.